# Max Levy-Dorn
Max Levy-Dorn (geboren 1. August 1863 in Berlin; gestorben 20. Juni 1929 in Berlin) war ein Forscher und Pionier sowie Opfer der Radiologie.

## Leben
Max Levy-Dorn eröffnete 1896 das erste private Röntgeninstitut in Berlin. Von 1906 bis 1928 war er Leiter der Röntgenabteilung am Rudolf-Virchow-Krankenhaus in Berlin und erlitt bei seinen Arbeiten zunächst eine Verstümmelung an den Händen durch Strahlenschäden, da die Risiken der Röntgenstrahlung noch unbekannt waren. Er verstarb später an Krebs. 

## Schriften (Auswahl)
- Handbuch der Röntgendiagnostik, Leipzig : Klinkhardt 1923
- Zur Kritik der krankhaften Veränderungen des radiologischen Magenbildes auf Grund autoptischer Befunde, Leipzig : J. A. Barth, 1914